# Lichwa

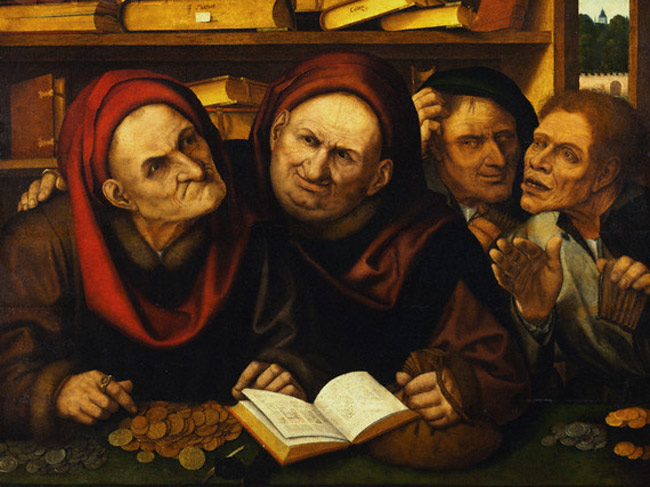
Quentin Massys, Lichwiarze

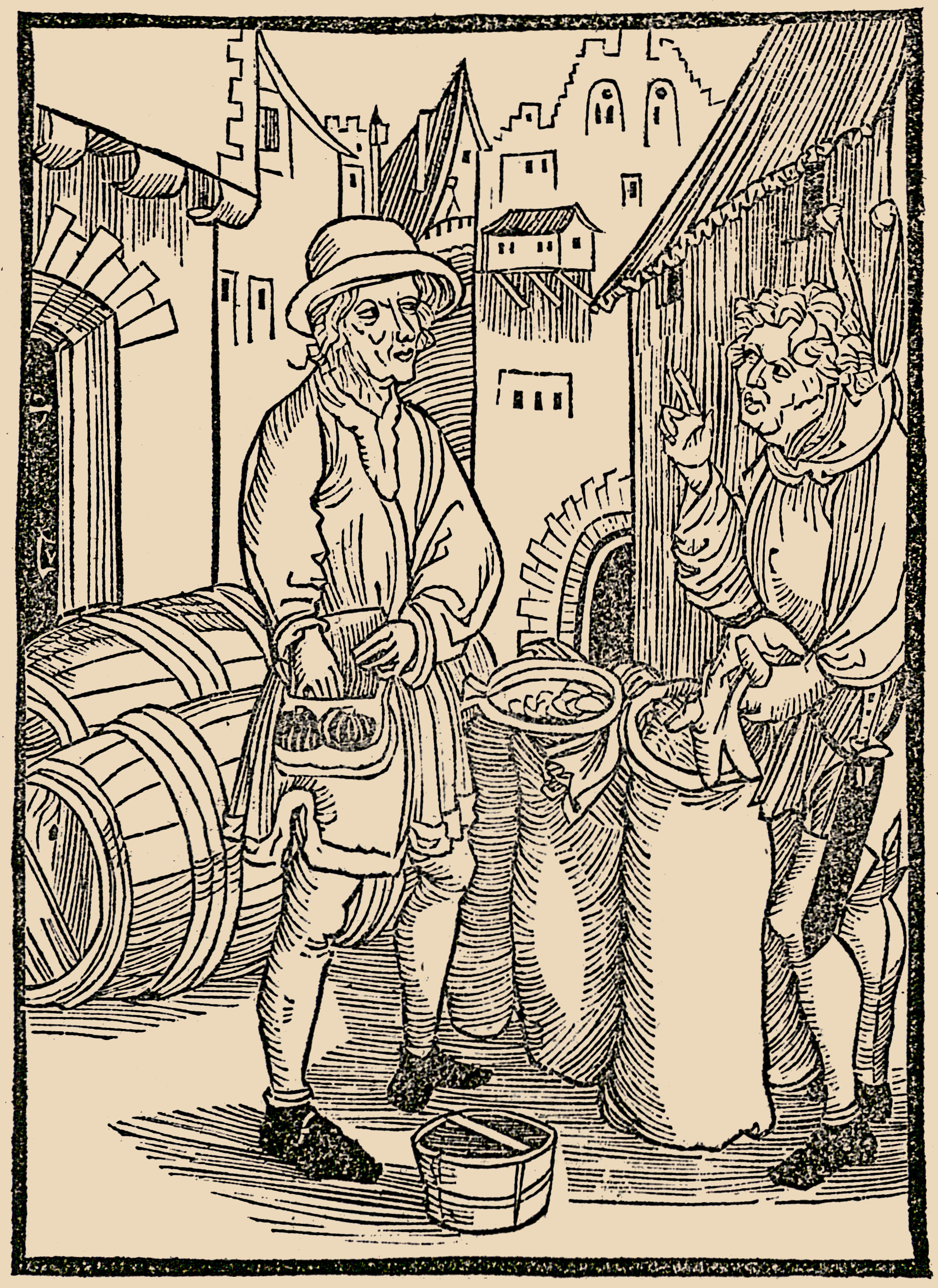
Obrazek lichwy ze Stultifera Navis Sebastiana Branta (1494); drzeworyt przypisywany Albrechtowi Dürerowi

Lichwa – udzielanie nieetycznych pożyczek, z uwagi na zawyżone odsetki lub inne opłaty, w wyniku czego następuje nieuczciwe wzbogacenie się pożyczkodawcy.
Lichwa jest uważana za instytucję nieetyczną, której istotą jest czerpanie korzyści ze słabszej pozycji finansowej dłużnika. Jako niemoralną potępiają ją wszystkie główne religie: chrześcijaństwo, islam i buddyzm. Jednak sposób rozumienia lichwy, jak i grup osób, którym nie należy udzielać pożyczek na lichwiarskich warunkach, był zróżnicowany w poszczególnych religiach. W judaizmie zakaz lichwy dotyczy jedynie osób wyznania mojżeszowego. W średniowiecznym chrześcijaństwie utożsamiano lichwę z pobieraniem odsetek od pożyczek w ogóle, co znalazło odzwierciedlenie w tekstach średniowiecznych filozofów chrześcijańskich, w tym św. Tomasza z Akwinu, który potępia tę praktykę jako sprzedaż czegoś, co nie istnieje (łac. quia venditur id quo non est). Lichwa (arab. riba) rozumiana jako pomnażanie bogactwa z niematerialnych źródeł jest również zakazana w islamie, co było jednym z głównych bodźców rozwoju tzw. bankowości islamskiej. Wiele państw wprowadziło regulacje prawne ograniczające wysokość odsetek.

## Regulacje prawne w Polsce
W Polsce wysokość maksymalnych odsetek od pożyczek określona jest w art. 359 § 21 Kodeksu cywilnego do dwukrotności wysokości odsetek ustawowych. Zmiany zostały wprowadzone w styczniu 2016 r.
Ponadto art. 13 ustawy o kredycie konsumenckim nakłada na pożyczających obowiązek podania rzeczywistej rocznej stopy oprocentowania i całkowitej kwoty do zapłaty przez konsumenta zaciągającego kredyt, jeszcze przed zawarciem umowy.
Lichwa (wyzysk) jest przestępstwem, opisanym w art. 304 Kodeksu karnego, zagrożonym karą do 3 lat pozbawienia wolności. Pokrzywdzonym może być osoba fizyczna, osoba prawna i jednostka organizacyjna nieposiadająca osobowości prawnej, jeżeli znajduje się w przymusowym położeniu, a pożyczający jest uprawniony z tytułu umowy do niewspółmiernego świadczenia wzajemnego. Jest to przestępstwo kierunkowe (sprawca musi działać z określonym zamiarem), formalne (do zaistnienia wystarczy samo zawarcie umowy). Przez „przymusowe położenie” rozumie się „tak trudną sytuację pokrzywdzonego, iż zmusza go ona do zawarcia niekorzystnej umowy, bez której nie jest możliwa poprawa tego położenia”. Chodzi o subiektywne odczucie znajdowania się w takiej sytuacji, a przyczyny jej zaistnienia są obojętne. Sprawca musi działać umyślnie, w zamiarze bezpośrednim: zdając sobie sprawę z przymusowego położenia pokrzywdzonego, działać w celu osiągnięcia korzyści kosztem pokrzywdzonego.

## Chrześcijaństwo

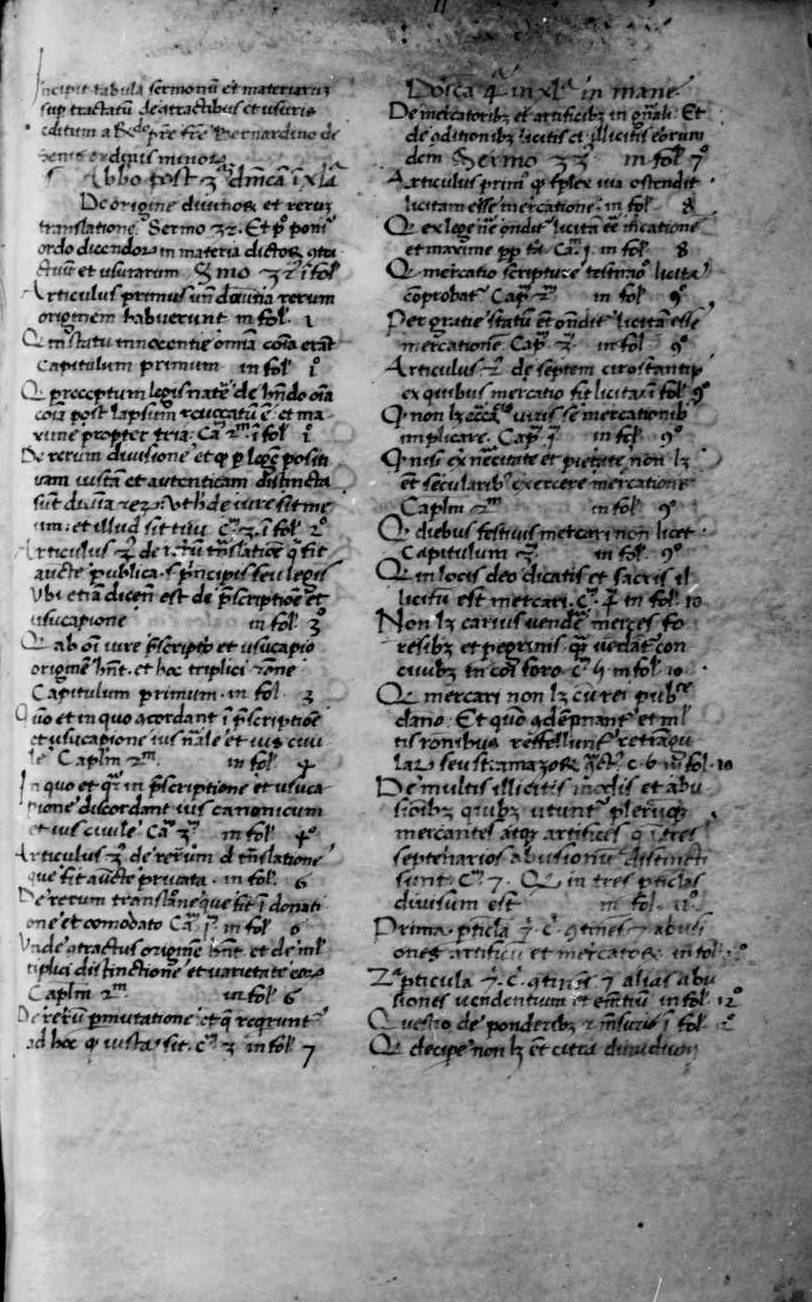
Bernardino da Siena – Tractatus de contractis et usuris, rękopis z XV w dotyczący lichwy

Starożytni chrześcijanie potępiali lichwę. Bazyli Wielki przedstawiał ją jako zbytek niesprawiedliwości, o lichwie pisali też Grzegorz z Nazjanzu, Jan Chryzostom, Leon I Wielki i Ambroży z Mediolanu. To stanowisko podtrzymywali teologowie średniowieczni. Tomasz z Akwinu wypowiedział się przeciwko lichwie w Sumie teologicznej. Potępienie lichwy znajduje się także m.in. w tekstach św. Bonawentury, Antonina oraz Kajetana.
Kościół katolicki potępiał lichwę na soborach powszechnych, mających dla niego dogmatyczne znaczenie. Sobór laterański III (1179) zabraniał lichwiarzom przystępowania do eucharystii i chrześcijańskiego pogrzebu. Sobór laterański IV (1215) zagroził Żydom utratą prawa do handlu z chrześcijanami, jeżeli będą pobierać „zbyt wysokie i przekraczające miarę odsetki”. Sobór lyoński II (1274) określił lichwę jako „przeklętą i haniebną przez prawa Boże i ludzkie, zakazaną przez Pismo Święte, tak w Starym, jak i w Nowym Testamencie”. Sobór wienneński (1311–1312) nałożył na lichwiarzy ekskomunikę, a tych, którzy „śmialiby z uporem twierdzić, że uprawianie lichwy nie jest grzechem”, nakazał ukarać jako heretyków. Sobór laterański V (1512–1517) ustosunkował się do kwestii pobierania opłat przez banki pobożne za udzielanie pożyczek i stwierdził, że nie są one lichwiarskie, jeśli mają za zadanie wyłącznie pokrycie kosztów funkcjonowania tych instytucji, a nie osiągnięcie przez nie zysku.
Benedykt XIV w 1745 r. opublikował encyklikę Vix pervenit poświęconą kwestii niegodziwych zysków. Stolica Apostolska w wypowiedzi z 1830 r. stwierdziła, że praktykę lichwy można tolerować ze względu na niegodziwość czasów, jednocześnie ciągle ją potępiając. Uznano, że z powodu trudnych warunków, w jakich znajdują się katolicy, nie należy nalegać na wykonywanie prawa Boskiego i naturalnego o lichwie oraz trzeba je zostawić w zawieszeniu do lepszych czasów. Aktualne nauczanie katolickiej nauki społecznej w kwestii lichwy przedstawia następująco:

Aczkolwiek w działalności ekonomicznej lub finansowej poszukiwanie sprawiedliwego zysku jest do przyjęcia, to lichwa jest moralnie potępiona: „Przez lichwiarstwo i chęć zarobku, powodujące głód i śmierć swoich współbraci, spekulanci pośrednio popełniają zabójstwo, za które są odpowiedzialni”. Takie potępienie rozciąga się również na międzynarodowe stosunki ekonomiczne, zwłaszcza gdy dotyczy to sytuacji krajów mniej rozwiniętych, w których nie można stosować „systemów finansowych, prowadzących do nadużyć i lichwiarstwa». W ostatnim czasie Urząd Nauczycielski Kościoła wypowiedział się w sposób zdecydowany i jasny przeciwko tej jakże dramatycznej i rozległej praktyce: „nie pożyczać pieniędzy na lichwę, będącą plagą, która również i w naszych czasach jest haniebną praktyką, zdolną zniszczyć życie wielu osób.”